# Mnioes garnes
Mnioes garnes là một loài tò vò trong họ Ichneumonidae.